# Sadak
Sadak – bollywoodzki film akcji wyreżyserowany w 1991 przez Mahesh Bhatta  (Zakhm). W rolach głównych Sanjay Dutt i Pooja Bhatt. To film pełen pościgów, bójek, krzywdy i zemsty. Jednocześnie pokazano pierwszą miłość i pełną poświęcenia przyjaźń. W filmie motywy urazu z dzieciństwa, spłaty długów dziewczynami oddawanymi przez rodzinę na prostytutki, powiązań między policją a przestępcami, czy odrzucenia przez kastę kobiety skrzywdzonej nieczystością. W jednej z głównych ról pojawia się postać hidźry zagrana przez nagrodzonego za tę rolę Sadashiv Amrapurkara. Historia rozgrywa się w Bombaju i w górach wokół Ooty.

## Fabuła
Ravi (Sanjay Dutt) zabija bezsenność, wożąc pasażerów po Bombaju całymi nocami, tracąc ze zmęczenia przytomność za kierownicą. Od 7 lat nie może zapomnieć samobójczej śmierci siostry Roopy (Soni Razdan). Ćwiczy swe ciało, przygotowując się do zemsty. Szuka twarzy, która wzbudzi grozę w Roopie, gdyż prześladuje go teraz w snach. Jego przyjaciele: zakochany beznadziejnie w prostytutce Shalu (Neelima Azim) Gotya (Deepak Tijori) i opiekujący się Ravi Salimbhai (Avtar Gill) są bezsilni wobec jego udręki. Pewnego razu Ravi spotyka w mieście młodziutką Pooję (Pooja Bhatt), której niewinność i szczere spojrzenie urzeka go. Wkrótce potem dowiaduje się, że zadłużony wuj oddał dziewczynę swojemu dłużnikowi. Ravi robi wszystko, by uwolnić dziewczynę z rąk prowadzącego dom publiczny hidźry Maharani (Sadshiv Amrapurkar).

## Muzyka i piosenki
Autorami muzyki jest duet Nadeem-Shravan. W filmie przedstawiono piosenki:
- Zamane Ke Dekhe Hain Rang Hazaar
- Hum Tere Bin Kahin Reh Nahi Paate
- Rehne Ko Ghar Nahi
- Tumhein Apna Banane Ki (Male and Female Versions)
- Tak Dhin Dhin Tak
- Mohabbat Ki Hai Tumhare Liye
- Jab Jab Pyar Pe

Anuradha Paudhwal – śpiew. Teksty – Samir.

## Obsada
- Sanjay Dutt ... Ravi
- Pooja Bhatt ... Pooja
- Deepak Tijori ... Gotya
- Sadashiv Amrapurkar ... Maharani
- Neelima Azeem ... Shalu
- Avtar Gill ... Salim Bhai
- Pankaj Dheer ... inspektor policji Irani
- Gavin Packard ... człowiek Maharani
- Mushtaq Khan ... stręczycicel, alfons
- Soni Razdan ... siostra Ravi'ego

## Nagrody
- Sadashiv Amrapurkar – Nagroda Filmfare za Najlepszą Rolę Negatywną.